# NGC 2687A
NGC 2687A في الفهرس العام الجديد، هي مجرة، تقع في كوكبة الدب الأكبر. أضيفت في وقت لاحق إلى الفهرس العام الجديد.

## روابط خارجية
- NGC 2687A على موقع ويكي سكاي: DSS2, SDSS, GALEX, IRAS, Hydrogen α, X-Ray, Astrophoto, Sky Map, Articles and images